# 東東洋
東 東洋（あずま とうよう、宝暦5年（1755年） － 天保10年11月23日（1839年12月28日））は、江戸時代中期から後期の絵師。幼名は俊太郎、のち儀蔵。姓・氏は東、名・通称は洋。よって本来は単に「東洋」とするべきだが、本項目では一般的な表記である「東東洋」を採用している（後述）。字は大洋。最初の号は、玉河（玉峨）で、別号に白鹿洞。
仙台藩御用絵師を勤めた近世の仙台を代表する絵師の一人で、小池曲江、菅井梅関、菊田伊洲らと共に仙台四大画家の一人に数えられる。

## 伝記

### 生い立ち
現在の登米市石越町で、岩渕元方の長男として生まれる。ただし、東洋が5,6歳の時、一家は近隣の金成（現在の栗原市金成町）に移住した。父・元方は学問に通じる一方で絵も嗜み、石越の昌学寺所蔵「釈迦涅槃図」など数点の作品が確認されている。また、高知の絵師・中山高陽は、明和9年（1772年）に奥羽旅行した際、元方を訪ね「画論」を楽しんでいる。こうした環境が、東洋を絵師の道に進ませたと見ることもできる。
14，15歳の頃、各地を遊歴していた狩野派の絵師・狩野梅笑（1728-1807年）から本格的に絵を学ぶ。梅笑は江戸幕府の表絵師の一つ、深川水場町狩野家の三代目当主である。ところが、宝暦13年（1763年）から寛政5年（1793年）の30年間一族から義絶され、越後や奥州を遊歴して生計を立てており、東洋と出会ったのもその最中であった。東洋18歳の時、梅笑の婿となり江戸へ出る。姓の「東」は梅笑の姓を継いだものであり、最初の号玉河（玉峨）も梅笑の別号「玉元」から「玉」の一字から取っている。

### 上京と各地遊歴
しかし19，20歳の頃、今度は京に上り、池大雅を訪ね『芥子園画伝』の講釈を受ける。以後半世紀、しばしば旅に出つつも、京都を中心に活動する。20代の東洋は、しばしば中国の古画を模写しており、古典を真摯に学ぼうとする東洋の姿勢が窺える。20代の終わりから30代初めにかけて、東洋は長崎に赴き、そこで方西園という中国人画家に学んだとされる。しかし、同時に南蘋派も学んだと推測され、京都に戻る途中の天明5年（1785年）7月、立ち寄った厳島神社に奉納した「虎図絵馬」（現存）における細かい毛描きには、長崎派風の描法が見える。
こうして各地を遊歴して帰洛した頃には、東洋は狩野派を離れていった。当時の京都画壇は円山応挙の活躍が目覚ましく、東洋もその影響を受けていく。寛政7年（1795年）東洋41歳の作「花鳥図」（個人蔵）における枝の書き方には、応挙が創始した付立技法が顕著に現れている。また、この作品は年期のある作品では初めて「法眼」落款を伴っており、前年の6月4日付の記事に「法眼東洋」とあることから、この少し前に東洋は法眼位を得たと推測できる。この叙任には、東洋と親交のあった妙法院真仁法親王の助力があったと考えられる。真仁法親王の周りには、応挙や呉春といった絵師だけでなく、歌人の小沢蘆庵や伴蒿蹊、学者の皆川淇園らが出入りしており、東洋もその中に混じりしばしば合作もしている。

### 仙台藩御用絵師
こうした活躍が認められたのか、東洋は仙台藩の絵画制作に携わるようになっていく。寛政8年（1796年）正月、東洋42歳の時、藩の出入司支配の番外士として画工を命じられた（『桂山公治家記録』）。翌月には藩主・伊達斉村に召され、以後しばしば斉村の前で席画をしている。もちろん公的な仕事にも関わり、江戸屋敷の屏風や衝立を多数手がけた記録が残る他、文化6年（1809年）仙台城二の丸の表御門対面所・松の間の障壁画（全22面の内4面のみ現存）を描き、文化14年（1817年）には藩校・養賢堂の障壁画（3図のみ現存）を描く。
東洋はこのように仙台藩の仕事をこなしつつも、活動の拠点は京都であり続けた。しかし、文政8年（1825年）71歳で仙台に帰郷。変わらず仙台藩の御用を勤める一方、藩の重臣・角田石川氏にも仕え、石川宗光夫妻や石川氏の祖・石川昭光とその家臣の肖像画を制作している。天保10年（1839年）11月23日死去。享年85。墓は、若林区荒町にある昌傳庵と、下京区にある聖光寺。
長男・東東寅、次男・東東莱も絵師。弟子に村田俊、伊藤東駿、高岡で活躍した町絵師・堀川敬周など。画風は、全体に角がなく丸みを帯び、親しみやすい。別号に白鹿洞とあるように、鹿の絵が多い。また、東洋は農村の風景を好んで描いているが、これは東洋が高く評価していた江戸時代前期の絵師・久隅守景の影響だと考えられる。

## 東洋の姓名について
東洋自身は、自作に「東洋」とだけ署名しており、「東東洋」と記した例は知られていない。東洋が生きていた時代に刊行された『平安人物誌』での表記法から、本姓・氏が「東」で、名・通称が「洋」だと分かる。こうした表記法は、江戸時代後期の文人にしばしば見られる、中国風に二字の姓名の名乗ったのと同じ趣向とも考えられる。なお、「東東洋」と呼ばれたのは存外に早く、画を好み東洋とも交流のあった仙台藩の儒者・桜田澹斎の著作に既に見受けられる。

## 代表作
| 作品名                 | 技法               | 形状・員数      | 寸法（縦x横cm）   | 所有者             | 年代                     | 落款・印章                            | 備考 |
| ---------------------- | ------------------ | --------------- | ----------------- | ------------------ | ------------------------ | ------------------------------------- | --- |
| 四季山水図屛風         | 絹本著色           | 六曲一双        |                   | 個人               | 1802年（享和2年）以前    |                                       | 新潟の旧家に伝来し、当時の記録から12両の代金で描かれたことがわかる。                                               |
| 松に山鳥図             | 紙本金地着色       | 襖4面           | 167.0x157.0       | 仙台市博物館       | 1809年（文化6年）        |                                       | 仙台市指定文化財                                                                                                   |
| 白鹿図絵馬             | 板絵著色           | 1面             |                   | 日吉神社（栗原市） | 1814年（文化11年）       |                                       | 栗原市指定文化財                                                                                                   |
| 羅人物図屛風           | 紙本金地著色       | 六曲一双        |                   | 種徳美術館         | 1815-16年（文化12-13年） |                                       | 款記に「奉我君命」「奉君命写」とあり、当時の藩主伊達斉村の命による制作だと推定される。                             |
| 河図（かと）図         | 紙本淡彩           | 1幅             |                   | 仙台市博物館       | 1817年（文化14年）       |                                       | 仙台市指定文化財。旧養賢堂障壁画。                                                                                 |
| 洛書図                 | 紙本淡彩           | 2幅             |                   | 山元町教育委員会。 | 1817年（文化14年）       |                                       | 旧養賢堂障壁画。                                                                                                   |
| 蘭亭序・蘭亭曲水図屛風 | 紙本墨書・紙本墨画 | 六曲一双        | 159.8x329.0（各） | 東京国立博物館     | 1827年（文政10年）       |                                       | 蘭亭序も東洋の書。なお、蘭亭序の屏風の第4扇と第5扇が入れ替わって表具されている                                     |
| 耕織図屏風             | 紙本著色           | 六曲一双        |                   | 東北歴史博物館     | 1829年（文政12年）       | 各隻に款記「守景筆意 七十五叟 東洋」  | 成相寺に伝わる伝久隅守景筆「四季耕作蚕織図屏風」に酷似。                                                           |
| 石川昭光像             | 絹本著色           | 3幅対のうち中幅 | 99.9x45.2         | 個人               | 1837年（天保8年）        |                                       | 左右幅には殉死した家臣たちが描かれている。昭光の子孫・石川宗光の依頼により制作。                                   |
| 高士探梅図襖           | 紙本墨画淡彩       | 襖4面           |                   | 仁和寺             |                          |                                       | 京都市指定文化財。仁和寺の奥座敷全20面を東洋ほか、谷文晁、原在中、森徹山、岸駒らが4面ずつ制作                      |
| 雨雪山水図屛風         | 紙本淡彩           |                 | 六曲一双          | 瑞巌寺             |                          |                                       | |
| 松島図                 | 絹本著色           | 双幅            |                   | 瑞巌寺             |                          | 款記「法眼東洋」/「東」「洋」白文連印 | |
| 耕織図                 | 絹本著色           | 2巻             | 34.7x             | 個人               |                          | 款記「法眼東洋」/「東洋之印」白文方印 | |
| 酒呑童子図屏風         | 紙本著色           | 六曲一双        |                   | 東北歴史博物館     |                          |                                       | 本作や上述の耕織図屏風は、季節が通例に反して向かって左から右に展開し、これは久隅守景の四季耕作図の影響とみられる。 |
| 琴棋書画図屏風         | 紙本著色           | 六曲一双        |                   | 東北歴史博物館     |                          | 款記「法眼東洋」                      | |
| 梅花書屋図屏風         | 紙本著色           | 六曲一隻        |                   | 東北歴史博物館     |                          | 款記「法眼東洋」                      | |

## 参考資料
- 大林昭雄 『東東洋全傳』 ギャラリー大林、1988年9月
- 三浦三吾 『近世美術の鑑賞1 東東洋』 仙北印刷センター、1991年5月
- 三浦三吾 『京都・妙法院写生派絵師 仙台藩 東東洋』 仙北印刷センター、2001年
- 三浦三吾 『仙台藩絵師 東東洋 第三集 東洋をとりまくひとびと』 仙北印刷センター、2005年10月

展覧会図録
- 瑞巌寺博物館編集発行 『東東洋展 ―没後150年―』 1988年7月1日
- 仙台市博物館編集・発行 『特別展図録 生誕250年記念 仙台の絵師 東東洋 －ほのぼの絵画の世界－』、2005年